# 堀尾青史
堀尾 青史（ほりお せいし、1914年3月22日〈大正3年〉 - 1991年〈平成3年〉11月6日）は、日本の紙芝居作家・児童文学作家。宮沢賢治の伝記研究でも知られる。

## 経歴
兵庫県加古郡高砂町（現・高砂市）生まれ。1935年明治大学中退、松永健哉と出会い、紙芝居に関わる。その前年、東北大冷害の取材のために岩手県を訪れ、宮沢賢治とその前年の死去を知る。その後、賢治の実弟である宮沢清六の知遇を得て、賢治の事績について研究を始める。戦後は1948年民主紙芝居集団、1968年子どもの文化研究所に参加。また、農山漁村文化協会や全日本社会教育連合会に勤務した。
1966年、宮沢賢治の編年体伝記『年譜宮澤賢治伝』（図書新聞社）を刊行する。従来の年譜や伝記より詳細な内容であった。すぐに売り切れ、版元から増刷を求められたが、資料が発掘中で賢治全集もまだ不完全として固辞したという。堀尾の賢治研究は、『校本宮澤賢治全集 第14巻』（筑摩書房、1977年）の「年譜」で集大成され、原稿用紙1000枚・300ページという、より詳細で浩瀚なものとなった。この「年譜」は1991年に抜粋された単独書籍として刊行された。堀尾の没後に編集された『【新】校本宮澤賢治全集』でも、その後の研究で考証が見直された箇所はあるものの、基本的には堀尾が作成した年譜がベースとなっている。
文民教育協会子どもの文化研究所の第3代所長を務めた。
1970年『こねこちゃん』で高橋五山賞受賞。1991年9月には、花巻市から宮沢賢治賞を受賞したが、その2ヶ月後に亡くなった。
文民教育協会子どもの文化研究所では、2015年に堀尾の生誕100年と業績を記念して、広く紙芝居文化の振興に貢献した個人・団体を対象とした「堀尾青史賞」を創設した。

## 著書
- 『いぬ えとおはなし』ヱンゼル社 1957年
- 『日本の子どもの歴史』お話博物館 5年生 白崎海紀絵 実業之日本社、1957年
- 『ぺんぎんのおやこ』山田三郎美術 エンゼルブック人形絵本、1957年
- 『たんぼのなかの一けんや』高田三九三訳詞 エンゼルブック人形絵本、1958年
- 『こうさぎピンク』杉浦敬民美術 エンゼルブック人形絵本、1959年
- 『小林一茶 孤独の俳人』佐藤忠良絵 岩崎書店 少国民の偉人物語文庫、1959年
- 『フォスター』下総皖一監修 小谷野半二画 童心社、1962年
- 『うみのたんけん』黒谷太郎画 童心社、1964年
- 『はりきりぼうやがんばる 意欲のある子にする童話』馬場のぼる絵 実業之日本社、1964年
- 『年譜宮沢賢治伝』図書新聞社、1966年 のち中公文庫、1991年（増補改訂版）
- 『おはなしうちゅうめぐり 1年生』広瀬秀雄監修 横田昭次絵 実業之日本社、1968年
- 『おしゃもじ天狗 わたしの西鶴』童心社 こどもの古典、1969年
- 『しらさぎとあきひこ』井口文秀画 童心社 日本の動物記シリーズ、1971年
- 『嵐をゆく勝海舟』武部本一郎画 岩崎少年文庫。1972年
- 『宮沢賢治』石田武雄絵 ポプラ社 子どもの伝記・カラー版、1972年
- 『ぎんの川』太田大八絵 フレーベル幼年どうわ文庫、1975年
- 『「しあわせ号」ゴーゴー』長新太絵 岩崎幼年文庫、1975年
- 『カンナカムイのたたかい』太田大八絵 フレーベル館、1978年
- 『保育童話 1 お話づくり』童心社、1979年
- 『のぎくの咲く道 ちえおくれの子らとともに』山中冬児画 岩崎小学生文庫、1981年
- 『松葉づえの少女』岩淵慶造画 岩崎小学生文庫、1981年
- 『夕べの祈り 農民画家・ミレー』藤沢友一画 岩崎小学生文庫、1981年
- 『こねこのしろちゃん』太田大八絵 ひさかたチャイルド、1983年
- 『銀河の旅人-宮沢賢治』岩崎少年文庫、1984年
- 『ぶたのブリアン大かつやく』和歌山静子絵 岩崎書店、1984 あたらしい創作童話年

### 紙芝居
- 『やまからうみから』富永秀夫画 童心社、1962年 よいこの十二カ月
- 『こぐまのクリスマス』脚本 わかやまけん画 童心社、1964年
- 『おつきさまおんがくかい』水野二郎画 阿部明子展開指導 童心社、1965年
- 『おねぼうなしょうぼうさん』田中武紫画 上田美代子展開指導 童心社、1967年
- 『クリスマスのこいぬ』鈴木琢磨画 柴崎恵子展開指導 子どもの文化研究所編 童心社のかみしばい よいこの十二か月、1970年
- 『こねこちゃん』安泰画 子どもの文化研究所 編集・展開指導 童心社のかみしばい 美しい心シリーズ、1970年
- 『どうぶつうんどうかい』野々口重画 子どもの文化研究所編 青木きみ展開指導 童心社 よいこの十二か月、1971年
- 『にじのエスカレーター』長島克夫画 子どもの文化研究所編 柴崎恵子指導展開 童心社のかみしばい よいこの十二か月、1971年
- 『だんぷ・だんくろう』宮下森画 塩原ゆかり展開指導 子どもの文化研究所編 童心社、1972 よいこの十二か月年
- 『ぼくちゃんてだあれ』久保雅勇画 青木きみ展開指導 子どもの文化研究所編 童心社、1972 よいこの十二か月年
- 『わすれんぼうのサンタさん』徳田徳志芸画 北本みなみ幼稚園展開指導 童心社、1981 よいこの12か月年
- 『みんなでげきあそび』脚本 久保雅勇画 童心社のかみしばい げんきななかまシリーズ げんきなこうちゃん、1990年

### 共編著
- 『幼児の喜ぶお話の本』共編 大日本図書、1962年
- 『日本なぞとふしぎの物語』鈴江淳也共著 実業之日本社、1966年
- 『日本ユーモア文学全集 5(古典編 2) 怪物のたまご』編 石井健之絵 ポプラ社、1968年
- 『日本ユーモア文学全集 7(実話編 1) びっくりニッポン物語』編 難波淳郎絵 ポプラ社、1968年
- 『おはなしりかあそび たのしいじっけんとてじな 1～4年生』浅野貢一共編 実業之日本社、1969年 学年別シリーズ
- 『宮沢賢治童話集 全1冊版』宮沢清六共編 実業之日本社、1969年
- 『紙芝居 創造と教育性』稲庭桂子共編 童心社、1972年
- 『校本 宮澤賢治全集』共編 筑摩書房、1973年 - 1977年

第14巻の「年譜」を担当。
- 『いわさきちひろ』編著 すばる書房文庫 絵本作家文庫、1978年
- 『父が語る太平洋戦争』全3巻来栖良夫・古田足日共編 童心社のちにフォア文庫、1978年

空と海を血にそめて
どろだらけの戦線
燃える日本列島
- 『宮沢賢治年譜』編 筑摩書房、1991年

校本全集年譜の単独書籍化。
- 阿部明子・上地ちづ子共著『心をつなぐ紙芝居』童心社、1991年

### 翻訳
- マッコルラン作『ゆうれい船』麦書房 雨の日文庫、1958年
- ソログーブ原作『つばさとてんし』脚本 水沢研画 童心社、1961年
- ラドヤード・キップリング『ジャングル・ブック』武部本一郎絵 ポプラ社、世界の名著 1968年

## 関連文献
- 子どもの文化研究所（編）『「堀尾青史の世界から紙芝居の明日へ」展図録』子どもの文化研究所、2014年